# Sobekhotep IV
Khaneferre Sobekhotep IV là một trong số những vị vua Ai Cập hùng mạnh thuộc vương triều thứ 13 (khoảng từ 1803 TCN tới khoảng năm 1649 TCN), ông đã trị vì ít nhất tám năm. Những người anh của ông, Neferhotep I và Sihathor là các tiên vương của ông và người sau chỉ cai trị như là nhiếp chính trong vài tháng.
Sobekhotep tuyên bố trên một tấm bia đá tìm thấy tại ngôi đền Amun ở Karnak rằng ông được sinh ra ở Thebes. Nhà vua được tin là đã cai trị trong khoảng 10 năm. Ông được biết đến nhờ vào một số lượng tương đối lớn các công trình kỷ niệm, bao gồm các tấm bia đá, các bức tượng, nhiều con dấu và các đồ vật nhỏ khác. Ngoài ra còn có các chứng thực cho những công trình xây dựng tại Abydos và Karnak.

## Gia đình
Sobekhotep là con trai của 'người cha của vị thần' Haankhef và 'người mẹ của đức vua' Kemi. Ông nội của ông là người chỉ huy trung đoàn của thành phố Nehy. Bà nội của ông có tên là Senebtysy. Sobekhotep có thể đã có một vài người vợ, nhưng chỉ có duy nhất một người trong số đó là được biết rõ, "người vợ của đức vua" Tjan. Một vài người con của ông cũng được biết đến. Họ là Amenhotep và Nebetiunet, cả hai đều là con của Tjan. Ngoài ra còn có thêm ba người con trai của đức vua khác là: Sobekhotep Miu, Sobekhotep Djadja và Haankhef Iykhernofret. Mẹ của họ không được ghi lại trong các ghi chép hiện còn.

## Triều đình hoàng gia
Triều đình hoàng gia của ông cũng được biết rõ từ những nguồn cùng thời với Neferhotep I, chúng cung cấp bằng chứng cho thấy rằng Sobekhotep IV đã tiếp tục đường lối chính trị của người anh trai của ông trong việc cai trị. Vizier là Neferkare Iymeru. Viên quan coi quốc khố là Senebi và viên đại thị thần là Nebankh.

## Trị vì
Một tấm bia đá của nhà vua được tìm thấy tại Karnak ghi lại việc dâng hiến cho đền thờ của Amun-Ra. Một cặp thanh đứng khung cửa với tên của nhà vua đã được tìm thấy ở Karnak, chứng thực cho một số công trình xây dựng. Ngoài ra còn có một bản khắc được khôi phục trên bức tượng của vua Mentuhotep II, cũng đến từ Karnak. Từ Abydos, một số khối đá có khắc chữ chứng thực một vài hoạt động xây dựng tại ngôi đền địa phương Vị vizier Neferkare Iymeru thuật lại trên một trong những bức tượng của ông ta được tìm thấy ở Karnak (Paris, Louvre A 125) rằng ông ta xây dựng một kênh đào và một Ngôi nhà hàng triệu năm dành cho đức vua. Bức tượng của vị vizier đã được tìm thấy ở Karnak và có thể chỉ ra rằng các công trình đó đã được xây dựng tại đây.
Trong năm thứ 6, một cuộc thám hiểm tới các mỏ thạch anh tím ở Wadi el-Hudi ở cực nam Ai Cập đã được chứng thực. Cuộc thám hiểm này đã được chứng thực thông qua bốn tấm bia đá được dựng tại Wadi el-Hudi. Đến từ Wadi Hammamat là một tấm bia đá có niên đại vào năm thứ 9 của nhà vua.
Ông có thể đã được chôn cất tại Abydos, tại đây một ngôi mộ khổng lồ (so với: S10) ghi tên một vị pharaoh Sobekhotep đã được Josef W. Wegner thuộc Đại học Pennsylvania tìm thấy ngay bên cạnh khu phức hợp tang lễ của Senusret III thuộc Vương triều thứ Mười Hai. Mặc dù ban đầu nó được quy cho là thuộc về pharaoh Sekhemre Khutawy Sobekhotep I, phong cách chôn cất này cho thấy niên đại của ngôi mộ là dưới thời Sobekhotep IV.

## Sự cai trị của Sobekhotep IV đối với một đất nước Ai Cập chia cắt

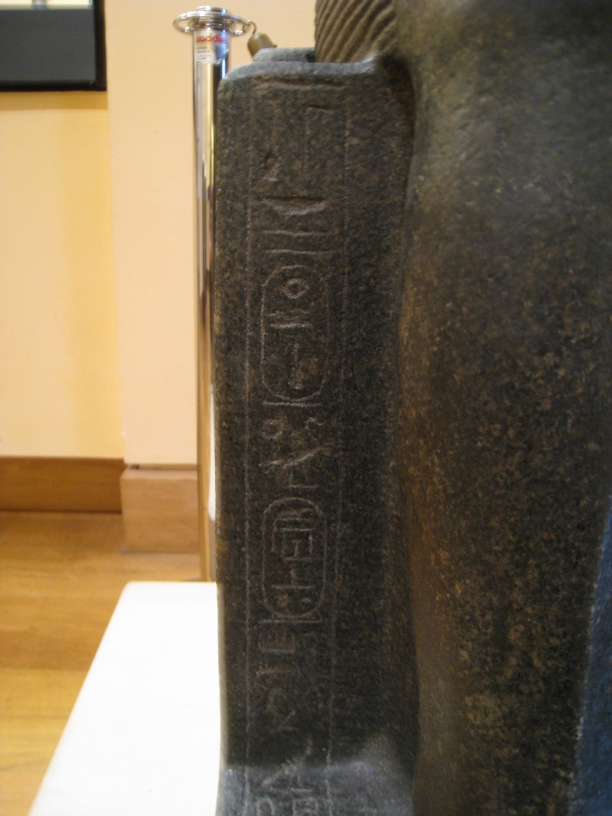
Đồ hình của Sobekhotep IV.

Trong khi Sobekhotep IV là một trong số những vị vua hùng mạnh nhất của vương triều thứ 13 và sự kiểm soát của ông đối với Memphis, Miền Trung Ai Cập và Thebes được chứng thực rõ ràng bởi các ghi chép lịch sử, người ta tin rằng ông đã không cai trị một đất nước Ai Cập thống nhất. Theo như nhà Ai Cập học Kim Ryholt, vương triều thứ 14 hiện đã nắm quyền kiểm soát miền đông châu thổ sông Nile vào thời điểm đó.
Ngoài ra, N. Moeller và G. Marouard lập luận rằng miền đông châu thổ sông Nile đã nằm dưới sự cai trị của vị vua Hykos thuộc vương triều thứ 15 là Khyan vào thời Sobekhotep IV. Lập luận của họ, được trình bày trên một bài báo mới xuất bản gần đây,
dựa trên việc phát hiện ra một tòa nhà hành chính quan trọng thuộc giai đoạn đầu vương triều thứ 12 (Trung Vương quốc) ở Tell Edfu, Thượng Ai Cập, mà đã được tiếp tục sử dụng từ giai đoạn đầu thời kỳ Chuyển Tiếp thứ Hai cho tới khi nó không còn được sử dụng dưới thời vương triều thứ 17. Quá trình nghiên cứu trên thực địa của các nhà Ai Cập học vào năm 2010 và 2011 đối với tàn tích của tòa nhà cũ của vương triều thứ 12 này, mà vẫn được sử dụng dưới thời vương triều thứ 13, dẫn đến việc phát hiện ra một đại sảnh lớn nằm kế bên, mà có chứa 41 dấu niêm phong cho thấy đồ hình của vị vua Hyksos là Khyan cùng với 9 dấu niêm phong có tên của vị vua thuộc vương triều thứ 13 là Sobekhotep IV.
Theo như Moeller, Marouard và Ayers thì: "Những phát hiện này đến từ một phạm vi khảo cổ học được gìn giữ an toàn và bịt kín và mở ra những câu hỏi mới về sự tiến triển của văn hóa và thứ tự thời gian của giai đoạn cuối Thời kỳ Trung Vương quốc và giai đoạn đầu Thời kỳ Chuyển tiếp Thứ Hai." Họ kết luận rằng, thứ nhất, Khyan thực sự là một trong những vị vua Hyksos đầu tiên và có thể không được kế vị bởi Apophis—người là vị vua cuối cùng thứ hai của vương quốc Hyksos—và thứ hai là vương triều thứ 15 (Hyksos) đã tồn tại vào giai đoạn giữa vương triều thứ 13 bởi vì Khyan đã kiểm soát một phần của miền Bắc Ai Cập vào cùng thời điểm khi Sobekhotep IV cai trị phần còn lại của Ai Cập như là pharaon của vương triều thứ 13.
Phân tích này và các kết luận rút ra từ nó lại bị nghi ngờ bởi Robert Porter, tuy nhiên ông ta lập luận rằng Khyan đã cai trị muộn hơn nhiều so với Sobekhotep IV. Porter chỉ ra rằng những con dấu của một pharaoh đã được sử dụng thậm chí lâu hơn sau khi ông ta đã qua đời, nhưng ông ta cũng băn khoăn liệu rằng Sobekhotep IV đã cai trị muộn hơn nhiều hoặc là giai đoạn đầu vương triều thứ Mười Ba đã kéo dài lâu hơn như đã nghĩ trước kia hay không. Trong biên niên sử của Ryholt về giai đoạn Chuyển Tiếp Thứ Hai, Khyan và Sobekhotep IV cách nhau khoảng 100 năm. Một con số tương tự cũng được Nicolas Grimal đưa ra.
Bất kể giả thuyết nào là đúng đi chăng nữa, hoặc là vương triều thứ 14 hoặc là vương triều 15 đã kiểm soát khu vực châu thổ vào thời đại của Sobekhotep IV.